# Novruz Məmmədov
Novruz Məmmədov (ur. 15 marca 1947 w rejonie Babək) – azerski polityk, premier Azerbejdżanu od 21 kwietnia 2018 do 8 października 2019. 

## Życiorys
W 1991 uzyskał doktorat z filologii francuskiej. Pracował jako tłumacz w Gwinei (1971–1973) i Algierii (1978–1981). W latach 1995–1997 był tłumaczem prezydenta Azerbejdżanu Heydəra Əliyeva. W latach 2003–2018 był doradcą prezydenta Azerbejdżanu ds. polityki zagranicznej. 
21 kwietnia 2018 objął stanowisko premiera Azerbejdżanu, zastępując Artura Rasizadə.